# أشجع (المغرب)
أشجع بالمغرب، هي إحدى القبائل التي شاركت في التغريبة الهلالية.

## تاريخهم
و أشجع هاجرت بأكملها من جزيرة العرب فاليوم لا تجد لها إلا بقايا بضواحي المدينة المنورة دخلو في قبيلة بني رشيد . وأشجع من قبيلة غطفان إحدى أكبر فروع العرب التي تفرع منها بنو عبس وذبيان (من فروعها فزارة وبنو مرة وبنو ثعلبة) اللذان كانت بينهما حروب وملاحم بعد الواقعة الشهيرة داحس والغبراء وبنو عبد الله بن غطفان وأنمار، وكانت غطفان تنتشر ناطق واسعة من بلاد نجد شرق وشمال المدينة المنورة (يثرب) وتتداخل أراضيهم مع حلفائهم من بني أسد وقبائل بني كلاب وكذلك قبائل طيء وجهينة وتميم. أما قبيلة أشجع فتجاورها من منطقة النقرة شمالا قبيلة فزارة في مكان يقال له قرية نخل توجد بواد شدخ وتتداخل فيه أراضي أشجع وفزارة. وتشترك ذبيان وأشجع في ذيالة إحدى قنن الحرة بين نخل وخيبر وحليف أحد الجبال قرب خيبر (الواقعة قرب خيبر). وتعد فدك، الواقعة على مسيرة يوم من النقرة، من مواطن أشجع وأكثر أهلها منهم.
و كذلك الرقمتين قرب فدك إلى جانب الحراضة وخيبر وجبل الأشمد ودونها الصهباء كلها لأشجع. كما تمتد ديار أشجع من شمال المدينة المنورة حيث منطقة البيضاء وتختلط ديارها مع جهينة في منطقة إضم. وتحد أراضي وديار أشجع من الشمال مواطن بني مرة بن عوف حيث العلكد وذوالعش شرقا حتى يمئود بأعلى الرمة وهو موضع بين ديار بني مرة وقبائل بني شيبان.
درس بونجون علاقة قبيلة أشجع في جانبيها الودي والعدائي تجاه القبائل البربرية المحيطة بها، كما درس محيط القبيلة الجغرافي وثقافتها ومجالات تحركاتها وعاداتها التي يعود البعض منها إلى عصور أو فترة نجعتهم بمواطنهم الأصلية بمنطقة نجد. ومن خلال مجالات تحركاتهم ونجعتهم فقد حافظوا فيها على نمط عيشهم البدوي.
مميزاتهم الشخصية والأخلاقية:
1- السمات الجسمانية
2- المميزات الأخلاقية
3- العادات والتقاليد والأعراف.
و ذكر بتدقيق الصفات الجسمانية والملامح التي كان يتميز بها الأشجعي عن جاره البربري وكذلك بعض العادات والتقاليد التي كانت تشبه إلى حد كبير تلك التي لاحظها بعض المستكشفين والرحالة الذين زاروا قبائل المشرق من بلاد سوريا والحجاز ونجد ومنهم على الخصوص روب جونسن ودوبو شمان. ولقد درس هذا الأخير حياة وعادات قبيلة الرولة التي تنحدر من عنزة. ووجد فيها الكثير من التشابه مع عادات وتقاليد قبيلة أشجع المغربية.

## أصلهم
تنتسب إلى أشجع بن ريث بن غطفان بن سعد بن قيس عيلان بن مضر.

## موطنهم الحالي
تتفرق اليوم على ثلاثة مناطق هي:
يوجد قسم الأكبر من أشجع في شرق المغرب الأقصى (إقليم وجدة)،
توجد بطون أخرى من تنتمي إلى قبيلة أشجع بأطراف مدينة فاس وسهول سايس وكذلك بقرية أبا محمد في شمال غرب مدينة فاس على مسافة تقدر بحوالي 50 كلم. وقد انفصلت هذه البطون على القبيلة الأم المتواجدة بشرق المغرب الأقصى (إقليم وجدة) في عهد السلطان العلوي رشيد. وقد حافظ هذان الفريقان على أواصر القرابة.
يوجد في تراث قبيلة أشجع أن فرقة ثالثة ذهبت مع أحد السلاطين وانقطعت أخبارهم وهذه الفرقة نجدها اليوم بمنطقة عبدة شمال قبيلة البحاترة، وقد تمت هذه الهجرة قبل انتقال أشجع من سجلماسة (مستقرها الأول) نحو منطقة وجدة، فيكون اذن استقرارهم بمنطقة عبدة سابقا لوصول البحاترة من الجنوب في زمن بني مرين أو بني وطاس، أو فرارهم منها بسبب الغزو البرتغالي، وعصابة بني ماجر الذين كانوا يقطعون السبيل في عبدة، في نفس الزمن الذي انفصل فرع أولاد زيد عن أصل أولاد فرج واتجهوا نحو هذه الأراضي الجديدة المتاحة. وهم اليوم (أي الفرع الأشجعي) من يسمون شمال البحاترة «الشجع» أو تحريفا «الزع».